# Усть-Баргузин
Усть-Баргузи́н (бур. Баргажанай Адаг) — посёлок городского типа в Баргузинском районе Республики Бурятия. Административный центр "городского поселения «Посёлок Усть-Баргузин».
Население — 6080 чел. (2024).

## География
Расположен на левом берегу реки Баргузин, при её впадении в Баргузинский залив озера Байкал, в 50 километрах к юго-западу от районного центра — села Баргузин.

## История
Основан в 1648 году в устье реки Баргузин. Первоначально населённый пункт располагался на правом берегу реки. После повышения уровня воды в Байкале из-за строительства Иркутской ГЭС в 1956 году был перенесён на более высокий левый берег. В посёлке в настоящий момент ещё сохранились дома, перенесённые при переселении.
Статус посёлка городского типа с 1938 года.

## Население
| 1939  | 1959  | 1970  | 1979  | 1989  | 2009  |
| ----- | ----- | ----- | ----- | ----- | ----- |
| 2789  | ↗8132 | ↘6504 | ↗7338 | ↘7204 | ↘7105 |
| 2010  | 2011  | 2012  | 2013  | 2014  | 2015  |
| ↗7173 | ↘7158 | ↘7141 | ↘7103 | ↘7072 | ↘7053 |
| 2016  | 2017  | 2018  | 2019  | 2020  | 2021  |
| ↗7104 | ↘7061 | ↘7054 | ↘7016 | ↘6955 | ↘6193 |
| 2023  | 2024  |       |       |       |       |
| ↘6084 | ↘6080 |       |       |       |       |

## Известные уроженцы
- Липанов, Алексей Матвеевич (р. 1935) — известный учёный, академик.

## Климат
Резко континентальный климат смягчается расположением близ Байкала.
| Показатель              | Янв. | Фев.  | Март  | Апр. | Май  | Июнь | Июль | Авг. | Сен. | Окт. | Нояб. | Дек.  | Год   |
| ----------------------- | ---- | ----- | ----- | ---- | ---- | ---- | ---- | ---- | ---- | ---- | ----- | ----- | ----- |
| Средняя температура, °C | −22  | −20,9 | −12,2 | −2,3 | 4,6  | 10,9 | 14,7 | 14,4 | 8,0  | 0,4  | −8,6  | −15,7 | −2,4  |
| Норма осадков, мм       | 10,5 | 6     | 5,3   | 13,4 | 21,1 | 40,5 | 80   | 66,1 | 48,8 | 26   | 30,6  | 35    | 395,2 |
| Источник: World Climate |      |       |       |      |      |      |      |      |      |      |       |       |       |

Научные наблюдения
В 1933 году открыта гидрометеорологическая станция, которая позднее, к 1960 году, была переоборудована в аэрологическую станцию для наблюдения за метеопараметрами до высот в 20—30 км. В мае 2010 года на станции установлен автоматический метеорологический комплекс, позволяющий фиксировать все основные параметры ежеминутно.

## Экономика

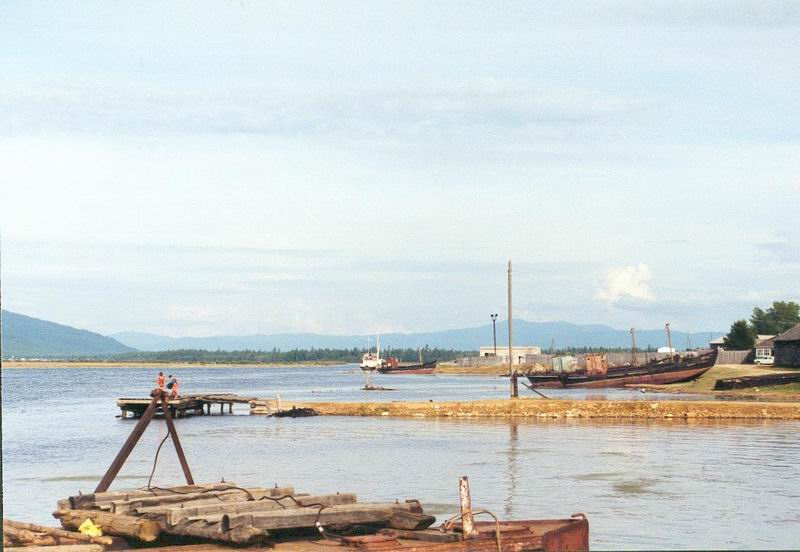
В устье реки Баргузин

Основная часть населения занята в лесной промышленности, а также в сфере туризма. В посёлке расположен лесхоз. Заготовка древесины ведётся только частными лицами.
В непосредственной близости, на правом берегу реки, расположен Забайкальский национальный парк.
Усть-Баргузинский консервный завод начинался с одного маленького здания, в котором проводились все процессы консервирования рыбы и изготовления жестяных банок. Все работы производились вручную. Банки штамповались кувалдой. На заводе работало 20 человек, выпускающих одну тысячу банок в год. В 1926 году был установлен конный привод. В 1929 году была установлена силовая установка — двигатель в 12 лошадиных сил. В 1932 году был привезён паровой двигатель и приобретены новые станки. Завод значительно расширился. В начале 1990-х годов завод прекратил выпуск продукции.

## Инфраструктура

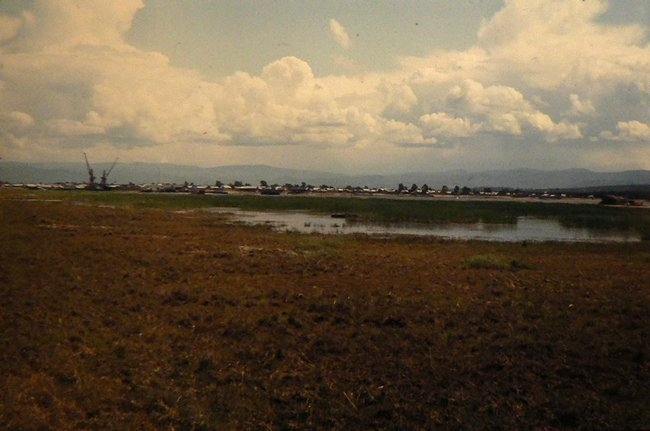
Берег реки Баргузин

До строительства моста через реку Баргузин функционировала пристань на левом берегу реки. Паромная переправа через Баргузин работала ежедневно с 10 мая до конца октября — начала ноября, с 8:00 до 23:00. Паром работал с двумя перерывами — с 12:00 до 13:00, и с 17:00 до 18:00. В декабре открывалась ледовая переправа. С 2014 года открыт мост через реку Баргузин. В связи с открытием моста Баргузинский тракт теперь обходит посёлок с восточной стороны.
В посёлке работают средняя общеобразовательная школа, профессиональный колледж, центр дополнительного образования детей «Подлеморье». Ещё функционирует Усть-Баргузинская участковая больница (детское отделение). Терапевтические и хирургические больные направляются в село Баргузин (районный центр) либо в г. Улан-Удэ. В 2006 году закрыто родильное отделение и все роженицы отправляются в районный центр, либо в Улан-Удэ.

## Религия

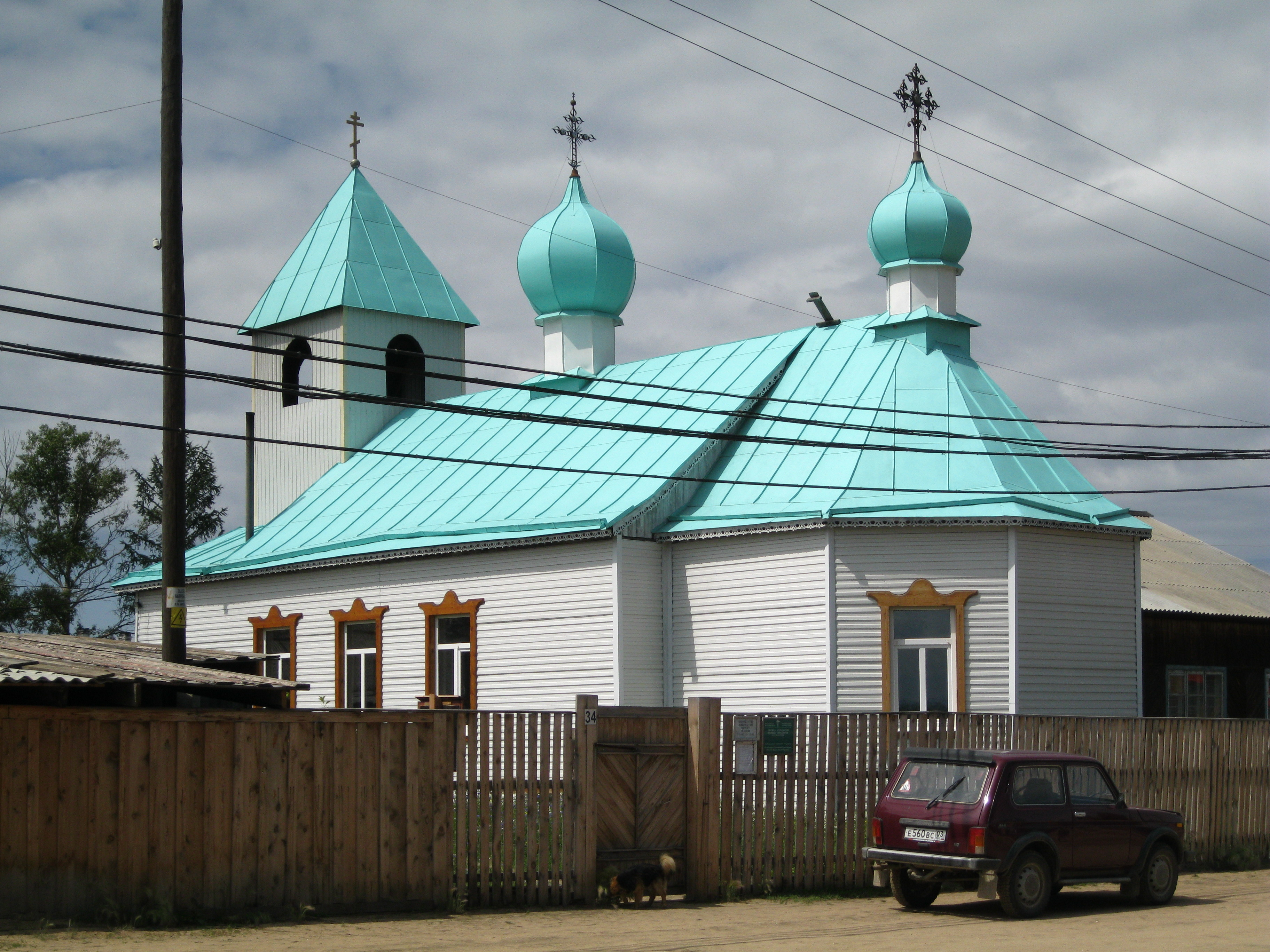
Церковь Рождества Иоанна Предтечи

В 1994 году основан православный приход Рождества Иоанна Предтечи. 12 сентября 1995 года Читинской епархией Русской Православной Церкви приход был официально зарегистрирован, и безвозмездно получил от поселковой администрации здание старого детского сада с прилегающей территорией. Началась реконструкция здания в однопредельную церковь. Ныне церковь Рождества Иоанна Предтечи относится к Баргузинскому благочинию Северобайкальской епархии Бурятской митрополии.
В 2014 году построен Храм Святаго Апостола Андрея Первозваннаго. Храм относится к Сибирской Епархии Русской Древлеправославной Церкви.

## Радио
- 1602 Радио России